# Escudo de Aragón
El escudo de Aragón, atestiguado por primera vez en su disposición más conocida en 1499, se compone de los cuatro cuarteles que, en la configuración adoptada, se difundieron con predominio sobre otras ordenaciones heráldicas, tendiendo a consolidarse desde la Edad Moderna para arraigar decididamente en el siglo XIX y resultar aprobados, según precepto, por la Real Academia de la Historia en 1921.

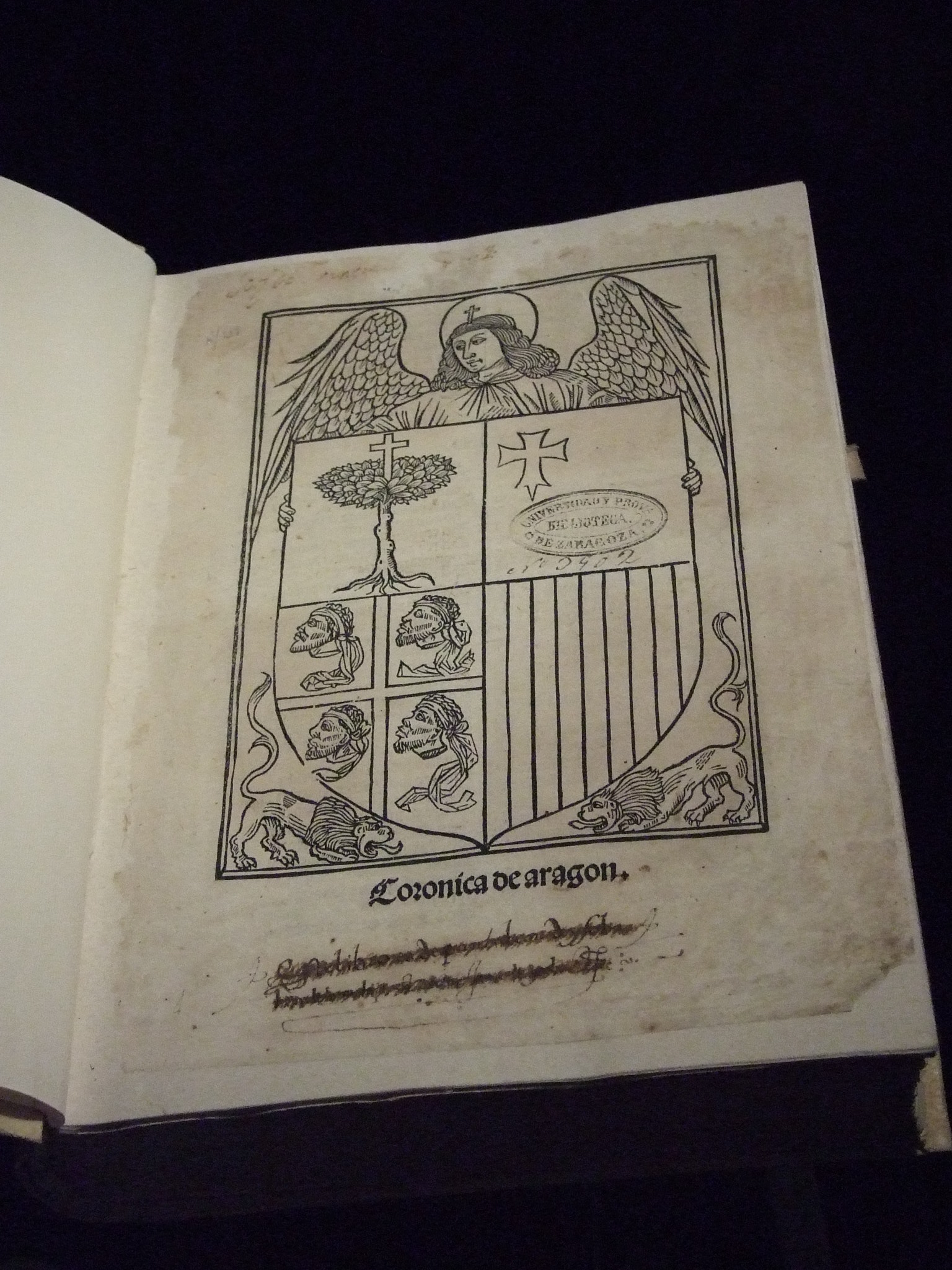
Primer testimonio del escudo de Aragón. Fabricio Vagad, Crónica de Aragón. Incunable impreso en Zaragoza en 1499 por Pablo Hurus.

La descripción heráldica es la siguiente:

Escudo cuartelado en cruz: Primer cuartel, sobre campo de oro, una encina desarraigada, con siete raigones, en sus colores naturales, coronada por cruz latina cortada y de gules. Segundo, sobre campo de azur, cruz patada de plata, apuntada en el brazo inferior y adiestrada en el cantón del jefe. Tercero, sobre campo de plata, una cruz de San Jorge, de gules, cantonada de cuatro cabezas de moro, de sable y encintadas de plata. Cuarto, sobre campo de oro, cuatro palos gules iguales entre sí y a los espacios del campo. Todo el escudo, timbrado de corona real abierta de ocho florones, cuatro de ellos visibles, con perlas, y ocho flores de lis, cinco visibles, con rubíes y esmeraldas en el aro, en proporción con el escudo de dos y medio a seis.
Ley 2/1984, de 16 de abril, art. 4.º pub. en B.O.A. n.º 5, 18 de abril de 1984.

Diseño heráldico del Escudo de Aragón.

Siguiendo el modelo más antiguo conservado, en la portada de un incunable del impresor Pablo Hurus de 1499, la Crónica de Aragón de Gualberto Fabricio Vagad, el primer cuartel conmemora al legendario Reino de Sobrarbe; en el segundo cuartel figura la denominada «Cruz de Íñigo Arista», considerada desde el siglo XIV como blasón del Aragón antiguo; en el tercer cuartel aparece la cruz de San Jorge cantonada de cuatro cabezas de moro (la llamada «cruz de Alcoraz»), recordaría según la tradición la ayuda del santo en la batalla por la conquista cristiana de Huesca en el siglo XI y se documenta por primera vez en el reverso del sello de una bula de plomo de Pedro III de Aragón en 1281 y, a partir del siglo XV, fue considerado uno de los emblemas privativos del reino de Aragón, junto con la cruz de Íñigo Arista y la propia Señal Real; y en el cuarto está el emblema que según ciertos heraldistas representa al Aragón moderno —aunque nunca hubo tal emblema del «Aragón moderno» en las fuentes históricas—, las llamadas «barras de Aragón», que constituían el Señal Real de Aragón.
El escudo aragonés fue objeto de polémica porque Marcelino Iglesias, presidente autonómico, sugirió que tal vez el tercer cuartel del escudo, que contiene cuatro cabezas decapitadas de moros, recordando la conquista de Huesca por el rey Pedro I de Aragón el 1096 en la batalla de Alcoraz, podía importunar a la comunidad islámica de Zaragoza.

Diseño antiguo del escudo de armas de Aragón.

### Iconografía
- Primer cuartel:  una cruz latina de gules encima de una encina sobre fondo dorado. Representando al reino de Sobrarbe, porque el árbol simboliza a los habitantes pirenaicos occidentales y la cruz a los orientales, que históricamente se unieron contra los musulmanes. Además representa la libertad foral, pues como se establecía en el Fuero de Sobrarbe: «antes fueron leyes que reyes».

- Segundo cuartel: una cruz plata de forma patada (los extremos se ensanchan) sobre fondo de color azul. Representa el espíritu de resistencia, porque durante una batalla contra los musulmanes en la que intervenía Íñigo Arista que se le apareció una cruz de plata en el cielo. Esto arraigó y pasó a simbolizar la fortaleza de los núcleos serranos.

- Tercer cuartel: una cruz de San Jorge de gules que crea 4 espacios en los que se insertan 4 cabezas con turbantes, las llamadas «cabezas de moros» (musulmanes). La cruz representa el territorio y las cabezas representan la expansión, pues fueron añadidas tras la conquista de Huesca en 1096.

- Cuarto cuartel: 4 palos de gules sobre fondo dorado. Representan el linaje aragonés. Lamentablemente no se conoce a ciencia cierta su procedencia pero hay 2 grandes teorías. La primera es que, en 1260, el infante Alfonso, hijo de Jaime I, fue enterrado con la señal real de Aragón simbolizando el linaje familiar. La segunda teoría es la existencia de una temprana relación entre el reino y la Santa Sede y que para comunicarse, durante el reinado de Sancho Ramírez, se enviaban mutuamente documentos de los que colgaban cintas de seda roja.

- Timbrado:  corona real abierta de inspiración gótica del s. XIII que cuenta con ocho florones, con perlas, flores de lis, rubíes y esmeraldas. La corona representa la antigüedad del reino de Aragón, existente entre 1035 y hasta principios del siglo XVIII, pues la corona cerrada con bonete rojo se usa, en España, desde la Casa de Austria.

### Regulación del símbolo autonómico
El uso del escudo se regula por la Ley Orgánica 8/1982, de 10 de agosto, de Estatuto de Autonomía de Aragón y su reforma en la Ley Orgánica 5/2007, de 20 de abril, en la que se estipula en el art. 3.2 que «el escudo de Aragón es el tradicional de los cuatro cuarteles, rematado por la corona correspondiente, que figurará en el centro de la bandera». Más específicamente se redactó la Ley aragonesa 2/1984, de 16 de abril, que detalló el uso de la bandera y el escudo de Aragón, y el Decreto 48/1984 de 28 de junio, que dice que el escudo de Aragón es «español» (redondeado por abajo) y cuartelado en cruz.